# Laura Morante
Pour les articles homonymes, voir Morante.
Laura Morante, née le 21 août 1956 à Santa Fiora, en Toscane, est une actrice et réalisatrice italienne.

## Biographie
Fille de l'avocat, journaliste, écrivain et dramaturge Marcello Morante (1916-2005), elle est née le sixième des huit enfants du premier mariage de son père avec Maria Bona Palazzeschi,. Deux autres frères et sœurs sont issus du second mariage de son père
Dès sa jeunesse, Laura Morante a fait la connaissance de personnalités artistiques célèbres telles que sa tante Elsa Morante et son mari Alberto Moravia, ainsi que Pier Paolo Pasolini, dans le film L'Évangile selon saint Matthieu (1964) duquel Marcello Morante incarne le rôle de Joseph. Pasolini souhaitait également engager Laura Morante en tant que beauté juvénile pour ses films Le Décaméron (1970) et Les Mille et Une Nuits (1974), mais ses parents refusèrent de donner leur accord à la jeune fille, alors encore mineure.

### Carrière

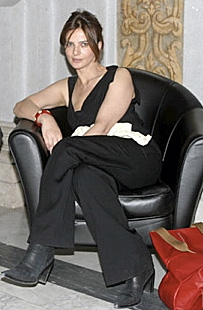
Laura Morante en 2007.

Elle interprète le rôle d'Ophélie dans Hamlet de Shakespeare revisité par Carmelo Bene. Elle débute ensuite au cinéma en 1980 avec le film de Giuseppe Bertolucci Une femme italienne, dans lequel elle interprète le rôle d'une toxicomane. Il est présenté à la Quinzaine des réalisateurs du Festival de Cannes 1980
L'année suivante, elle tourne, aux côtés d'Ugo Tognazzi, La Tragédie d'un homme ridicule de Bernardo Bertolucci.
La même année, elle entame également sa collaboration avec Nanni Moretti. Elle participe successivement à Rêves d'or (Sogni d'oro) en 1981, Bianca en 1983, puis La Chambre du fils en 2001. Dans ce dernier, elle est Paola, femme du psychanalyste Giovanni, interprété par Moretti lui-même, et mère d'Andrea. Pour ce rôle, elle obtient le David di Donatello de la meilleure actrice principale en 2001.
En 1996, dans Ferie d'agosto de Paolo Virzì, aux côtés de Sabrina Ferilli, elle démontre sa capacité à interpréter d'autres personnages que ceux des rôles dramatiques qui ont fait sa renommée. 
En 2001, La Chambre du fils de Nanni Moretti reçoit la Palme d'or au 54e Festival de Cannes. La même année, elle est membre du jury du Festival international du film de Locarno lors d'un palmarès qui doit faire face à une polémique. En effet Morante et la réalisatrice française Emilie Deleuze n'étaient pas d'accord sur le vainqueur du Léopard d'or,.
En 2004, elle est la maîtresse de cérémonie du  57e Festival de Cannes. La même année elle est membre du jury du 52e Festival de Saint-Sébastien, présidé par Mario Vargas Llosa. 
En 2018, il Centro sperimentale di cinematografia, en collaboration avec la maison d'édition romaine Edizioni Sabinae, lui dédie une monographie : Laura Morante, in punta di piedi de Stefano Iachetti.

### Vie privée
Elle a trois enfants : Eugenia Costantini (it) avec le réalisateur Daniele Costantini (it), Agnese et Stepan Claisse avec l'acteur français Georges Claisse avec lequel elle a été par ailleurs mariée.

### Prise de position
Lors de la Mostra de Venise 2024, Morante appelle en compagnie de Lino Musella à « arrêter le génocide à Gaza » (Stop the Gaza genocide), dans le contexte de la guerre à Gaza depuis 2023.

## Filmographie

### Au cinéma

#### Comme actrice
- 1979 : Une femme italienne (Oggetti smarriti) de Giuseppe Bertolucci : Sara
- 1981 : La Tragédie d'un homme ridicule (La tragedia di un uomo ridicolo) de Bernardo Bertolucci : Laura
- 1981 : Sogni d'oro de Nanni Moretti : Silvia
- 1982 : Colpire al cuore de Gianni Amelio : Giulia
- 1983 : Bianca de Nanni Moretti : Bianca
- 1983 : Il momento dell'avventura de Faliero Rosati : Anna
- 1984 : L'Air du crime d'Alain Klarer : Alice
- 1985 : La Double Vie de Mathias Pascal (Le due vite di Mattia Pascal) de Mario Monicelli : Adriana Paleari
- 1986 : L'Intruse de Bruno Gantillon : Giovanna
- 1986 : À fleur de mer (A flor do mar) de João César Monteiro : Laura Rossellini
- 1987 : La Vallée fantôme d'Alain Tanner : Dara
- 1987 : Luci lontane d'Aurelio Chiesa : Renata
- 1987 : Man on Fire d'Élie Chouraqui : Julia
- 1988 : Un amore di donna de Nelo Risi : Gabriella Bernasconi
- 1989 : Onde Bate o Sol de Joaquim Pinto : Laura
- 1989 : I ragazzi di via Panisperna de Gianni Amelio : Laura Capon
- 1990 : Corps perdus d'Eduardo de Gregorio : Laura Canetti
- 1990 : Strada Blues de Gabriele Salvatores : Vittoria
- 1990 : Un jeu d'enfant de Pascal Kané : Marguerite
- 1990 : Tracce di vita amorosa de Peter Del Monte : Agnese
- 1990 : La Femme fardée de José Pinheiro : Clarisse Lethuillier
- 1991 : L'Amour extrême (Ao fim da noite) de Joaquim Leitão : Claudia
- 1992 : La Voix de Pierre Granier-Deferre : Laura
- 1992 : Juste avant l'orage de Bruno Herbulot : Charlotte
- 1995 : Io e il re de Lucio Gaudino : Béatrice
- 1995 : Faut pas rire du bonheur de Guillaume Nicloux : Nadine
- 1996 : Ferie d'agosto de Paolo Virzì : Cecilia Sarcoli
- 1997 : La Vie silencieuse de Marianna Ucria (Marianna Ucria) de Roberto Faenza : Maria
- 1997 : Santo Stefano d'Angelo Pasquini : Anna d'Assisi
- 1998 : Coppia omicida de Claudio Fragasso : Carla
- 1998 : La mirada del otro de Vicente Aranda : Begoña
- 1999 : L'anniversario de Mario Orfini : Anita
- 2000 : La Folie des hommes (Vajont, la diga del disonore) de Renzo Martinelli : Tina Merlin
- 2000 : Prime luci dell'alba de Lucio Gaudino : Anna
- 2000 : Libérez les poissons (Liberate i pesci !) de Cristina Comencini : Mara
- 2000 : Film de Laura Belli : Mara
- 2001 : Hotel de Mike Figgis : Greta
- 2001 : La Chambre du fils (La stanza del figlio) de Nanni Moretti : Paola Sermonti
- 2002 : Un viaggio chiamato amore de Michele Placido : Sibilla Aleramo
- 2003 : Dancer Upstairs de John Malkovich : Yolanda
- 2004 : Souviens-toi de moi (Ricordati di me) de Gabriele Muccino : Giulia Ristuccia
- 2004 : Notte senza fine d'Elisabetta Sgarbi : Kenza
- 2004 : L'amore è eterno finché dura (it) de Carlo Verdone : Tiziana Lombardi
- 2005 : L'Empire des loups de Chris Nahon : Mathilde Urano
- 2005 : Non aver paura de Angelo Longoni : Laura
- 2006 : Fauteuils d'orchestre de Danièle Thompson : Valentine Lefort
- 2006 : Cœurs d'Alain Resnais : Nicole
- 2006 : Liscio de Claudio Antonini : Monica
- 2006 : L'estate del mio primo bacio de Carlo Virzì : Giovanna Randone
- 2007 : Molière de Laurent Tirard : Elmire Jourdain
- 2007 : Il nascondiglio de Pupi Avati : Francesca Sainati
- 2008 : La Femme de l'anarchiste de Peter Sehr et Marie Noëlle : Lucienne
- 2009 : Le Rêve italien (Il grande sogno) de Michele Placido : Maddalena
- 2010 : La bellezza del somaro de Sergio Castellitto : Marina Sinibaldi
- 2010 : Il figlio più piccolo de Pupi Avati : Fiamma
- 2011 : Appartamento ad Atene de Ruggero Dipaola : Zoe Helianos
- 2012 : La Cerise sur le gâteau d'elle-même : Amanda
- 2013 : Ipu, condamné à vie (A Farewell to Fools) de Bogdan Dreyer : Margherita
- 2013 : Roméo et Juliette de Carlo Carlei : Lady Montague
- 2013 : Racconti d'amore d'Elisabetta Sgarbi :
- 2014 : Nessuno mi pettina bene come il vento de Peter Del Monte : Arianna
- 2014 : Ogni maledetto Natale de Giacomo Ciarrapico, Mattia Torre et Luca Vendruscolo : Maria / Ludovica
- 2015 : Tout mais pas ça ! (Se Dio vuole) d'Edoardo Falcone : Carla
- 2016 : Assolo de Laura Morante : Flavia
- 2016 : L'Âge d'or des ciné-clubs (L'eta d'oro) d'Emanuela Piovano : Arabella
- 2018 : Bob & Marys de Francesco Prisco : Marisa
- 2018 : La profezia dell'armadillo d'Emanuele Scaringi : Madre Zero
- 2018 : Una storia senza nome de Roberto Andò : Amalia Roberti
- 2020 : Les Liens qui nous unissent (Lacci) de Daniele Luchetti : Vanda dans les années 2000
- 2022 : Mascarade de Nicolas Bedos : Giulia
- 2022 : Le Colibri (Il colibrì) de Francesca Archibugi : Letizia Carrera
- 2024 : Nonostante de Valerio Mastandrea : l'ancienne combattante
- 2024 : Un altro ferragosto de Paolo Virzì : Cecilia Sarcoli

#### Comme réalisatrice
- 2012 : La Cerise sur le gâteau
- 2016 : Assolo

### À la télévision
- 1978 : Amleto di Carmelo Bene (da Shakespeare a Laforgue) de Carmelo Bene (téléfilm) : Ophélie
- 1981 : Le Ali della colomba de Gianluigi Calderone (mini série) : Titine
- 1981 : George Sand de Giorgio Albertazzi (mini série) : Titine
- 1984 : La Stagione delle piogge de Domenico Campana (téléfilm) : Daria
- 1984 : Nuits et brouillards (Notti e nebbie) de Marco Tullio Giordana (téléfilm) : Noemi
- 1985 : Goya de José Ramón Larraz (mini série) : Duchesse d'Alba
- 1985 : Le Corsaire (Il Corsaro) de Franco Giraldi (mini série) :
- 1986 : Music Hall de Marcel Bluwal : Hannah Bronnen
- 1987 : Les Liens du sang (Väter und Söhne - Eine deutsche Tragödie) de Bernhard Sinkel : Judith Bernheim
- 1987 : Il generale de Luigi Magni (mini série) : Anita Garibaldi
- 1989 : Les Jurés de l'ombre de Paul Vecchiali (mini série) : Olivia Lucas
- 1994 : La Corruptrice de Bernard Stora (téléfilm) : Julia
- 1994 : L'Ombre du soir (L'ombra della sera) de Cinzia Th. Torrini : Eva
- 1995 : La famiglia Ricordi de Mauro Bolognini (mini série) : Giuseppina Strepponi
- 1995 : Un orage immobile de Jean-Daniel Verhaeghe (téléfilm) : Flora de Margelasse
- 1995 : L'Affaire Dreyfus d'Yves Boisset (téléfilm) : Lucie Dreyfus
- 2000 : Giochi pericolosi d'Alfredo Angeli (téléfilm) : Germana Righi
- 2000 : Dov'è mio figlio de Lucio Gaudino (téléfilm) : Luisa Ellis
- 2003 : Mère Teresa de Calcutta (Madre Teresa) de Fabrizio Costa (téléfilm) : Mère du Cénacle
- 2004 : Renzo e Lucia de Francesca Archibugi (téléfilm) : Sœur Virginia
- 2004 : Imperium : Nerone de Paul Marcus (téléfilm) : Agrippine
- 2010 : Boris, saison 3, épisode 10 L'Epifania de Davide Marengo (série) : la femme sur la terrasse
- 2014 : Marco Polo, saison 3, épisode 10 The Wayfarer de Joachim Rønning et Espen Sandberg (série) : la tante de Marco
- 2015 : Con il sole negli occhi de Pupi Avati (téléfilm) : Carla Astrei
- 2023 : Alphonse de Nicolas Bedos (série Prime Vidéo) : Laura Tomazi

## Publications
- 2018 : Brividi immorali, La nave di Teseo  (ISBN 978-8893445146)
- 2021 : Quelques indélicatesses du destin, trad. Hélène Frappat, Rivages  (ISBN 978-2743653705)

## Récompenses et distinctions
- David di Donatello de la meilleure actrice principale en 2001 pour La Chambre du fils (La stanza del figlio)
- Ruban d'argent de la meilleure actrice en 2005 pour L'amore è eterno finché dura